# Liberty Township (comté de Warren, Iowa)
Liberty Township est un township du comté de Warren en Iowa, aux États-Unis,.

## Source de la traduction
- (es) Cet article est partiellement ou en totalité issu de l’article de Wikipédia en espagnol intitulé « Municipio de Liberty (condado de Warren, Iowa) » (voir la liste des auteurs).